# Kh-20 (ミサイル)
Kh-20（ロシア語: Х-20）は、冷戦期にソビエト連邦が開発した空対艦巡航ミサイル。西側諸国においては、アメリカ国防総省（DoD）識別番号としてはAS-3、NATOコードネームでは「カンガルー」と呼ばれた。核弾頭を使用する。

## 開発
Kh-20空対艦巡航ミサイルは、ツポレフTu-95戦略爆撃機に搭載される目的でミハイル・グレーヴィチによって設計された。その開発は1954年に開始され、図面にはMiG-17及びMiG-19ジェット戦闘機の経験が反映された。1955年に2機のTu-95がミサイル搭載型のTu-95Kに改造された。開発初期のテストには4機の特別に改造されたMiG-19が用意され、SM-20/I及びSM-20/IIと呼称されたものは搭載母機とミサイル間の通信接続（インターフェース）と空中発射テストに用いられ、またSM-K/I及びSM-K/IIと呼称されたものは誘導装置と地上発射テストに用いられた。最初のTu-95KからSM-20/Iを空中発射するテストは1956年の秋に行われた。開発前期に存在した大きな課題のひとつは、大変低温となる高高度を長時間運搬された後でミサイルのリューリカAL-7ターボジェットエンジンを始動できるかであった。Kh-20の飛行テストは1958年3月17日に開始された。最初の発射テストは失敗に終わり、射程と命中精度は期待したものに届かなかった。この失敗には、弾頭と誘導装置の重量が当初計画を超えるものとなっていたことに依る部分があった。試射は1958年10月15日から1959年11月1日まで行われ、命中精度にはいまだ大きな不満が残ったものの16発のうち11発のテストは成功した。Kh-20は1960年に実戦配備が開始された。Kh-20Mと呼称された量産型は改良された核弾頭を装備した。当初は搭載母機1機あたり2発のKh-20を――すなわち40機のTu-95Kと25機のTu-95KDのために130発のKh-20を――用意する計画があったが、後に母機1機あたり1発に削減された。
Kh-20はその開発当初、アメリカ合衆国内の主要目標に対する報復攻撃（核抑止）を意図したものであった。しかしながらTu-95にKh-20を装備するのに22時間を要し、第一世代の核弾頭は貯蔵も難しいものであったため、初回反撃手段としては不適切であった。そのためKh-20は、初回反撃を生き延びた目標への第二次攻撃手段及び空母打撃群への対抗手段へと降格された。後に装備に要する時間は4時間へと劇的に短縮され、信頼性も向上した。それでもKh-20の抱える弱点として誘導装置があり、手動無線誘導による命中精度確保は電波妨害に対し脆弱であった。
ミャスィーシチェフM-4ジェット戦略爆撃機にKh-20を搭載しようとする試みは、ミサイルの巨大さによって失敗した。また高高度超音速目標M-20としての開発は、その高コストにより中止された。
1970年代の終わりになると、もはやKh-20の能力では敵の防空網を突破することは不可能となり、1980年代半ばにラドゥガKh-22（NATO呼称AS-4キッチン）により置き換えられた。

## 運用国

### 過去の運用国
ソビエト連邦
ソ連空軍 - Kh-20の唯一の運用者

## 諸元
- 翼幅: 9.15 m
- 全長: 14.95 m
- 直径: 1.81 m
- 全高: 3.02 m
- 空虚重量: 5,878 kg
- 発射重量: 12,000 kg
- エンジン: 1x リューリカAL-7FKターボジェットエンジン
- 飛行速度: マッハ2.0
- 飛行高度: 目標への距離に依る、最大 20,000 m
- 射程: 380–600 km
- 誘導方式: 慣性誘導（INS）及び無線指令誘導
- 弾頭: 2,300 kg 熱核弾頭、0.8-3.0 メガトン